# Sambonifacio

Stemma antico dei Sambonifacio: D'oro, all'aquila di nero.

I Sambonifacio (o San Bonifacio) furono una nobile famiglia di Verona.

## Storia
Primo esponente della famiglia è considerato Milone, nobile di stirpe franca, figlio di Manfredo di Mosezzo conte di Lomello nel 953 e fratello di Manfredo, anch'egli conte di Lomello. Vassallo di re Berengario I, nel X secolo fu nominato conte di Verona e marchese, titoli che poi trasmise al nipote Egelrico assieme ai castra di Ronco, Begosso e San Bonifacio e che rimasero ai discendenti anche dopo la nascita del libero comune (1135).
Sin dai primi tempi si divisero in due rami, quello "da San Bonifacio" (denominazione attestata per la prima volta nel 1055) e quello "da Ronco" (attestata dal 1083).
Egelrico, appoggiato da Berengario II e da Adalberto II (dal quale aveva ottenuto un diploma che ne rafforzava la presenza nel comitato di Verona orientale), con l'avvento di Ottone I dovette cedere il titolo comitale a Gandolfo di Gamenulfo, capostipite dei da Palazzo. Nonostante tutto, riuscì a non compromettere la propria posizione, tanto che nel 970 risulta nel seguito dell'imperatore. Un suo figlio o nipote omonimo, attestato nel 996 e nel 1001, viene detto marchio nel 1009.
Con l'arrivo in Italia di Enrico III, i Sambonifacio riottennero la carica comitale nella figura di Enrico (1055).
Sin dai primi tempi si divisero in due rami, l'uno rimasto nel castello di San Bonifacio (ed estinto nel 1135 con Alberto), l'altro residente in quello di Ronco.
Ebbero un ruolo di primo piano nella vita politica della città, primeggiando all'interno del partito guelfo. Lottarono contro i Crescenzi e i Monticoli ma con l'ascesa di Ezzelino da Romano furono costretti da questi a lasciare Verona (1225) per trasferirsi a Padova. Poterono rientrare in città solo nel Quattrocento.
Nel 1433 estesero i propri feudi anche su Villa Bartolomea.

### Altri esponenti illustri
- Bonifazio IV di San Bonifacio (XII secolo), figlio di Maregolato III, conte e podestà di Verona nel 1169;
- Chiara di San Bonifacio (XII secolo), sposa il vicentino Olderico III, capostipite di diversi rami della famiglia Trissino;
- Ricciardo di San Bonifacio (XIII secolo), figlio di Bonifazio IV, conte di Verona, fu al servizio degli Estensi;
- Rizzardo di San Bonifacio (1190-1252), conte di Verona, sposò Cunizza da Romano, figlia di Ezzelino II da Romano;
- Ludovico (Leoisio) di San Bonifacio (1224-1283), figlio di Rizzardo, conte di Verona;
- Zilia di Sanbonifacio (XIII secolo), sposò nel 1221 Ezzelino III da Romano;
- Lodovico di San Bonifacio (XV secolo), figlio di Ricciardo II, uomo d'armi al servizio di Venezia contro i Carraresi;
- Lodovico di San Bonifacio (XV ecolo), figlio d'Ottone, uomo d'armi al servizio di Venezia;
- Vinciguerra di San Bonifacio (Vinciguerra da Verona o Ludovico di San Bonifacio) (1260-1317), condottiero;[12]
- Vinciguerra da Verona, conte di San Bonifacio (....-+1348), podestà di Siena, morto durante la Peste Nera;
- Ricciardo di Sanbonifacio (XVI secolo), uomo d'armi al servizio di Venezia.

## Genealogia
|                    |                                       |                                       |                                              |                      |                                           |                                           |                       |
|                    |                                       |                                       | Manfredo di Mosezzo conte di Lomello nel 953 |                      |                                           |                                           |                       |
|                    |                                       |                                       |                                              |                      |                                           |                                           |                       |
|                    |                                       |                                       |                                              |                      |                                           |                                           |                       |
|                    | Milone *? † post 955 ⚭ Valperta *? †? | Milone *? † post 955 ⚭ Valperta *? †? | Maginfredo I *? †896                         | Maginfredo I *? †896 | Vmille *? †? ⚭ Arduino il Glabro *? †~976 | Vmille *? †? ⚭ Arduino il Glabro *? †~976 |                       |
|                    |                                       |                                       |                                              |                      |                                           |                                           |                       |
|                    |                                       |                                       |                                              |                      |                                           |                                           |                       |
|                    |                                       | Egelrico *? †?                        | Egelrico *? †?                               | Milone *? † 980~81   | Milone *? † 980~81                        |                                           |                       |
|                    |                                       |                                       |                                              |                      |                                           |                                           |                       |
|                    |                                       |                                       |                                              |                      |                                           |                                           |                       |
|                    | Imilda ⚭ Ugo da Ganaceto *? †?        | Imilda ⚭ Ugo da Ganaceto *? †?        | Egelrico II *? †?                            | Egelrico II *? †?    |                                           |                                           |                       |
|                    |                                       |                                       |                                              |                      |                                           |                                           |                       |
|                    |                                       |                                       |                                              |                      |                                           |                                           |                       |
| Oberto *? †?       | Oberto *? †?                          | Bonifacio I fl. 1020                  | Bonifacio I fl. 1020                         | Winigildo *? †?      | Winigildo *? †?                           | Egelrico/Enrico *? †?                     | Egelrico/Enrico *? †? |
|                    |                                       |                                       |                                              |                      |                                           |                                           |                       |
|                    |                                       |                                       |                                              |                      |                                           |                                           |                       |
| Bonifacio II *? †? | Bonifacio II *? †?                    |                                       |                                              |                      |                                           | Enrico *? †?                              | Enrico *? †?          |